# Nepeta azurea
Nepeta azurea là một loài thực vật có hoa trong họ Hoa môi. Loài này được R.Br. ex Benth. mô tả khoa học đầu tiên năm 1834.